# The Forest (joc video)
The Forest este un joc video de supraviețuire horror dezvoltat și publicat de Endnight Games. Lansat inițial în acces timpuriu pe Steam în mai 2014, jocul a fost lansat complet pentru Microsoft Windows în aprilie 2018, urmat de o versiune pentru PlayStation 4 în noiembrie 2018. Jucătorii preiau rolul unui supraviețuitor al unui accident aviatic, care trebuie să își găsească fiul dispărut și să supraviețuiască pe o insulă izolată, plină de canibali mutanți.

## Povestea

### Fundal și tematică
Jocul începe cu protagonistul, Eric LeBlanc, și fiul său Timmy, supraviețuind unui accident aviatic pe o insulă aparent pustie. După accident, Eric îl vede pe Timmy fiind răpit de un om misterios pictat în roșu. Povestea principală se concentrează pe eforturile lui Eric de a-și recupera fiul, explorând insula și descoperind secretele întunecate ale acesteia.

### Dezvoltarea poveștii
Pe măsură ce jucătorii explorează insula, ei descoperă note, fotografii și alte indicii care dezvăluie istoria locului și experimentele macabre care au avut loc acolo. Aceste informații construiesc treptat o poveste complexă și înfricoșătoare, care explică prezența canibalilor mutanți și a altor creaturi bizare.

## Gameplay

### Mecanici de bază
The Forest combină elemente de supraviețuire, explorare și horror într-un mediu deschis. Jucătorii trebuie să strângă resurse, să construiască adăposturi, să găsească hrană și apă și să evite sau să lupte cu inamicii mutanți. Supraviețuirea pe insulă implică gestionarea sănătății, energiei și nivelului de foame și sete.

### Construirea și crafting
Un aspect major al jocului este sistemul de crafting și construcție. Jucătorii pot aduna resurse din mediul înconjurător pentru a construi adăposturi, capcane, arme și alte unelte esențiale. Sistemul de construcție permite jucătorilor să proiecteze structuri complexe, oferindu-le libertatea de a crea baze personalizate pentru a se proteja de inamici.

### Explorare și descoperire
Insula pe care se desfășoară acțiunea este vastă și plină de locații interesante, inclusiv peșteri întunecate, ruine și zone experimentale. Explorarea este esențială pentru a progresa în poveste și pentru a găsi resurse rare. Jucătorii trebuie să fie precauți, deoarece multe zone sunt populate de inamici periculoși și capcane naturale.

### Luptă și inamici
Lupta în The Forest este brutală și intensă. Jucătorii pot folosi o varietate de arme, de la arme de corp la corp, cum ar fi topoare și săbii, până la arme improvizate, cum ar fi arcuri și cocktailuri Molotov. Inamicii principali sunt canibalii mutanți, care au comportamente diferite și pot colabora pentru a ataca jucătorii. Pe măsură ce jocul progresează, jucătorii întâlnesc și creaturi mai mari și mai periculoase.

## Dezvoltare

### Istoricul dezvoltării
Dezvoltarea The Forest a început în 2013 de către Endnight Games, un studio mic independent format din foști dezvoltatori de filme și jocuri video. Jocul a fost lansat în acces timpuriu pe Steam în mai 2014, unde a primit actualizări constante bazate pe feedback-ul comunității.

### Design și influențe
Echipa de dezvoltare a fost inspirată de filme horror și alte jocuri de supraviețuire pentru a crea o experiență imersivă și înfricoșătoare. Grafica jocului și designul de sunet au fost lăudate pentru capacitatea lor de a crea o atmosferă tensionată și de a induce frica.

## Recepție și impact

### Recenzii critice
The Forest a primit recenzii în general pozitive din partea criticilor, care au lăudat atmosfera tensionată, libertatea oferită jucătorilor și povestea captivantă. De asemenea, jocul a fost apreciat pentru grafica sa impresionantă și pentru mecanicile de supraviețuire bine implementate.

### Premii și nominalizări
Jocul a fost nominalizat la numeroase premii pentru designul său inovator și pentru impactul său în genul jocurilor de supraviețuire. Deși nu a câștigat premii majore, The Forest a fost recunoscut ca un titlu remarcabil în industrie.

### Vânzări
The Forest a fost un succes comercial, vânzându-se în peste 5 milioane de copii la nivel mondial până în 2018. Popularitatea jocului a crescut datorită recenziilor pozitive și sprijinului comunității, ceea ce a dus la un număr mare de jucători activi.

## Moștenire și influență
The Forest rămâne un titlu emblematic în genul jocurilor de supraviețuire horror, apreciat pentru atmosfera sa tensionată, povestea captivantă și mecanicile de joc bine implementate. Succesul său continuu și influența asupra altor jocuri demonstrează importanța și impactul durabil al acestui joc în industria de jocuri video.

### Impact cultural
Jocul a avut un impact semnificativ asupra genului de jocuri de supraviețuire, influențând multe titluri ulterioare. Jocul a fost lăudat pentru abordarea sa unică a mecanicilor de supraviețuire și pentru integrarea unei povești complexe într-un mediu deschis.

### Comunitatea de jucători
Comunitatea de jucători a The Forest a jucat un rol crucial în dezvoltarea și succesul jocului. Feedback-ul și sugestiile comunității au fost esențiale pentru îmbunătățirea jocului și pentru implementarea de noi caracteristici și actualizări.

## Continuări și expansiuni

### Sons of the Forest
În decembrie 2019, Endnight Games a anunțat dezvoltarea unei continuări, Sons of the Forest. Deși detaliile sunt limitate, trailerul de anunț sugerează că jocul va continua povestea și va introduce noi mecanici și inamici. Lansarea este așteptată cu nerăbdare de fanii jocului original.